# Трес-Корасойнс
Трес-Корасойнс (порт. Três Corações) — муниципалитет в Бразилии, входит в штат Минас-Жерайс. Составная часть мезорегиона Юг и юго-запад штата Минас-Жерайс. Входит в экономико-статистический микрорегион Варжинья. Население составляет 91 737 человек на 2007 год. Занимает площадь 825,924 км². Плотность населения — 86,4 чел./км².
Праздник города — 23 сентября.

## География
Климат местности: изотермический.

## История
Город основан в 1760 году.

## Известные жители и уроженцы
- Пеле — бразильский футболист.

## Статистика
- Валовой внутренний продукт на 2004 год составляет 837 943 158,00 реалов (данные: Бразильский институт географии и статистики).
- Валовой внутренний продукт на душу населения на 2004 год составляет 12 052,00 реалов (данные: Бразильский институт географии и статистики).
- Индекс развития человеческого потенциала на 2000 год составляет 0,780 (данные: Программа развития ООН).